# Liste der Baudenkmale in Windsor
Die Liste der Baudenkmale in Windsor umfasst alle vom New Zealand Historic Places Trust (NZHPT) als „Historic Place“ oder „Historic Area“ eingestuften Baudenkmale und Flächendenkmale der neuseeländischen Ortschaft Windsor. Die Angaben stammen aus dem Register des NZHPT. Die Bezeichnungen der Baudenkmale orientieren sich an diesem Register. In die Liste werden auch bekannte Wahi Tapu (Area), kulturell und religiös bedeutsame Stätten und Gebiete der Māori, aufgenommen. Sie werden jedoch meist nicht publiziert.

| Bild           | Bezeichnung                                         | Ort     | Anschrift                                                  | Beschreibung                          | Bauzeit    | Eintrag       | Nummer | Kat. |
| -------------- | --------------------------------------------------- | ------- | ---------------------------------------------------------- | ------------------------------------- | ---------- | ------------- | ------ | ---- |
| BW             | Elderslie Station Men's Quarters                    | Windsor | 959 Weston-Ngapara Road, Elderslie Station Karte (ungenau) | Männerunterkünfte einer Farm          | n.a.       | 7. April 1983 | 3251   | 2    |
| weitere Bilder | Elderslie Station Stables                           | Windsor | 959 Weston-Ngapara Road, Elderslie Station Karte (ungenau) | Stallungen einer Farm                 | 1875 (ca.) | 7. April 1983 | 2420   | 2    |
| BW             | Windsor Park Station Homestead                      | Windsor | Oamaru-Ngapara Road Karte (ungenau)                        | Wohnhaus einer Farm                   | n.a.       | 7. April 1983 | 2437   | 2    |
| BW             | Windsor Park Station Stables                        | Windsor | Oamaru-Ngapara Road Karte (ungenau)                        | Stallungen einer Farm                 | n.a.       | 7. April 1983 | 2438   | 2    |
| BW             | Windsor Park Station Cookshop/Single Men's Quarters | Windsor | Oamaru-Ngapara Road Karte (ungenau)                        | Küche und Männerunterkunft einer Farm | n.a.       | 7. April 1983 | 2439   | 2    |